# Rudnea, Brovarî
Rudnea (în ucraineană Рудня) este o comună în raionul Brovarî, regiunea Kiev, Ucraina, formată numai din satul de reședință.

## Demografie
Componența lingvistică a comunei Rudnea
     Ucraineană (96,14%)
     Rusă (3,33%)
     Alte limbi (0,09%)
Conform recensământului din 2001, majoritatea populației comunei Rudnea era vorbitoare de ucraineană (96,14%), existând în minoritate și vorbitori de rusă (3,33%).